# Акрам, Абиа
Абиа Акрам (урду: ابیہ اکرم; родилась около 1985 года) — пакистанская активистка за права людей с инвалидностью. Она основательница Национального форума женщин с инвалидностью в Пакистане и ведущая фигура страны в движении за права инвалидов, также в Азии и Тихоокеанском регионе. В 2021 году она была названа одной из 100 женщин BBC.

## Жизнь
Абиа Акрам родилась в Пакистане и выросла с родителями, братьями и сестрами в Исламабаде. Она родилась с генетической формой рахита и из-за этого пользуется инвалидным креслом. Она начала учиться в образовательном центре для людей с ограниченными возможностями, а затем пошла в общеобразовательную школу, которую окончила с отличием. Время, проведённое в обычной школе, заставило её осознать недостаток знаний среди учителей и важность их систематической подготовки. В 1997 году она присоединилась к организациям людей с ограниченными возможностями и основала Национальный форум женщин с ограниченными возможностями, чтобы добиться перемен. Она приняла участие в организации Handicap International и основала так называемую Целевую группу по проблемам старения и инвалидности, которая представляет собой коалицию двенадцати организаций, каждая из которых работает над учётом проблем старения и инвалидности в гуманитарных агентствах. Во время наводнения в Пакистане в 2010 году Акрам играла центральную роль в качестве координатора Целевой группы по проблемам старения и инвалидности, чтобы убедиться, что люди с инвалидностью включены в программу Чрезвычайного гуманитарного реагирования ООН в стране.
Акрам признана ведущей фигурой в движении за права инвалидов не только в Пакистане, но и в Азии и Тихоокеанском регионе. Она глава и основательница Национального форума женщин-инвалидов в Пакистане. Она также член-основатель и координатор Специальной программы обмена талантами (STEP) и Объединения женщин-инвалидов Азиатско-Тихоокеанского региона (APWWDU). Кроме того, она председатель Глобального партнерства ЮНИСЕФ для детей с ограниченными возможностями и координатор по делам женщин Международной организации инвалидов в Азиатско-Тихоокеанском регионе. Она также была первой женщиной из Пакистана, а также первой женщиной с ограниченными возможностями, назначенной координатором Форума молодых инвалидов Содружества.
В 2011 году она получила степень магистра искусств в области гендерного равенства и международного развития в Уорикском университете в Англии. Также она вела исследовательскую работу в Японии. Она была первой женщиной-инвалидом из Пакистана, получившей стипендию Чивнинг. В 2021 году она была названа одной из 100 женщин BBC.